# VI secolo
Il VI secolo (sesto secolo) è il secolo che inizia nell'anno 501 e termina nell'anno 600 incluso.

## Avvenimenti
- Teodorico inaugura un periodo di relativa serenità per l'Italia.
- L'Arianesimo diventa la religione "ufficiale", perché culto dei Goti di Teodorico
- Dionigi il Piccolo, monaco, inizia a calcolare gli anni a partire dalla nascita di Cristo.
- Giustiniano, Imperatore d'Oriente, crea il codice di leggi chiamato Corpus iuris civilis,
- Costantinopoli all'apogeo, Giustiniano, grazie ai suoi generali Belisario e Narsete, riconquista Africa, Italia, Isole del Mediterraneo occidentale e Spagna meridionale.
- Guerra greco-gotica tra Ostrogoti e Bizantini in seguito alla morte di Teodorico e all'esilio e poi l'assassinio della figlia Amalasunta; l'Italia è ridotta alla fame, Milano e Roma vengono saccheggiate. L'Italia con la Prammatica Sanzione è ricongiunta all'Impero. Fine dell'arianesimo come religione ufficiale.
- Nella guerra greco-gotica vengono per la prima volta arruolati soldati longobardi
- Massimiano, vescovo di Ravenna, converte in cattoliche le basiliche ariane e inaugura la chiesa di San Vitale
- L'Europa apprende la tecnica segreta cinese della seta
- In India nasce il gioco degli scacchi
- Il matematico Aryabhata scrive l'Aryabhatiya, un trattato astronomico in sanscrito.[1][2]
- Discesa del re dei Longobardi Alboino (568); gran parte dell'Italia diviene longobarda.
- Papa Ormisda sana lo scisma acaciano, che aveva avuto inizio nel 483 a causa della rottura tra papa Felice III, il patriarca di Costantinopoli Acacio e l'imperatore d'Oriente Zenone

## Personaggi significativi
- Hua Mulan, leggendaria eroina cinese
- Teodorico, re degli Ostrogoti, dopo aver sconfitto Odoacre diviene padrone dell'Italia.
- Severino Boezio, console, cortigiano di Teodorico e filosofo. Simmaco, consigliere alla corte teodoriciana.
- Giustiniano e Teodora portano l'Impero d'Oriente al massimo splendore.
- Procopio di Cesarea, storico.
- Belisario e Narsete, abili generali di Giustiniano I, si distinsero nella guerra gotico-bizantina (e il primo anche nella guerra vandalica).
- Massimiano, arcivescovo di Ravenna
- Cosma Idicopleuste, viaggiatore e geografo bizantino, concepì la terra come avente la forma di un tabernacolo
- Dionigi il Piccolo, che ideò un nuovo metodo di datazione dalla nascita di Cristo.
- Paolo Silenziario, Ireneo Referendario e Cometa Cartulario: ultimi autori di epigrammi in lingua greca.
- Papa Simmaco il Sardo, accolse Teodorico in Italia
- Papa Ormisda, pose fine allo scisma d'Oriente.
- Giustino I, imperatore d'Oriente.
- Eugippio, letterato cristiano, portò in Italia le spoglie di san Severino, apostolo del Norico
- Amalasunta, figlia di Teodorico ed ultima principessa gota in Italia
- Papa Gregorio I
- San Sabino di Canosa, vescovo della città, della diocesi e il più longevo vescovo fino a quei tempi

## Invenzioni, scoperte, innovazioni
- L'Europa scopre la tecnica della seta.